# La Table-aux-crevés
Pour l’article homonyme, voir La Table-aux-crevés (film), traitant du film d'Henri Verneuil.
La Table-aux-crevés est un roman français de Marcel Aymé publié en 1929 chez Gallimard. Il reçoit la même année le prix Renaudot.

## Résumé
La Table-aux-crevés a pour cadre deux petits villages, Cantagrel et Cessigney, où se jouent les rivalités dramatiques entre paysans de la plaine et paysans des bois. Lorsque Frédéric Brégard, de Cessigney, est arrêté pour contrebande de tabac, il jure de se venger de celui qui l’a trahi quand il sortira de prison. Le même jour, Urbain Coindet, fermier et conseiller municipal de Cantagrel, trouve à son retour du marché sa femme Aurélie pendue. Les nouvelles vont vite et son beau-père fait courir le bruit que c’est Urbain l’assassin et qu'il a dénoncé Brégard. Capucet, ivrogne, mais représentant de la loi, décide d’ouvrir une enquête que le curé arrête bien vite, car elle provoque une certaine effervescence dans le petit pays, d’autant plus qu’Urbain fait à nouveau la cour à une belle et jeune femme, Jeanne Brégard, la sœur du contrebandier. 
Les deux villages s'affrontent en deux clans, autant sur le plan local, que sur celui de la politique. Républicains et cléricaux basent leur campagne sur l’innocence ou la culpabilité d’Urbain. Frédéric Brégard et son ami Louis Rambarde décident d'abattre Coindet dans son champ « La table-aux-crevés » mais c'est Capucet qui recevra par méprise le coup de fusil destiné à Coindet alors qu'il était venu annoncer sur les conseils de Victor Truchot, maire de Cantagrel et ami de Coindet, que c'est lui qui, par méprise, avait dénoncé Brégard. Les deux camps ennemis finiront par se réconcilier.

## Éditions
- Éditions Gallimard, 1929 ;
- Éditions Gallimard, coll. « Folio » no 116, 1972 ;
- Dans le volume Œuvres romanesques complètes, éditions Gallimard, coll. « Bibliothèque de la Pléiade » no 352, 1989  (ISBN 978-2-0701-1157-2)